# Friedersbach (Purzelkamp)
Der Friedersbach ist ein rechter Zufluss zum Kamp östlich von Zwettl in Niederösterreich.
Der Friedersbach entspringt nordöstlich von Rohrenreith im Schönauer Wald und fließt danach in Richtung Norden ab. Dabei durchströmt er den Rudmannser Teich und nimmt dabei den Schönauer Bach auf, der ebenso bei Rohrenreith entspringt und den Schönauer Teich durchfließt. Vom Rudmannser Teich fließt er nach Osten, wo er Friedersbach durchquert und zugleich zahlreiche rechte Zubringer einmünden, etwa der Krotenbach, der Kirchgrabenbach und der Eschagrabenbach. Heute mündet der Friedersbach östlich von Friedersbach in den Stausee Ottenstein, sein Einzugsgebiet umfasst dabei 24,8 km² in teilweise bewaldeter Landschaft.
Früher mündete der Friedersbach knapp einen Kilometer weiter östlich in den Purzelkamp, der sein Wasser nach rund zwei Kilometern nordöstlich der Burgruine Lichtenfels in den Kamp ergoss.